# Högfors stadsvapen

Högfors stadsvapen

Högfors stadsvapen är det heraldiska vapnet för Högfors i det finländska landskapet Nyland. Vapnet ritades av Olof Eriksson och fastställdes 21 september 1956. Motivet är två hammare och en flamskura. Hamrarna och flamskuran symboliserar områdets metallindustri. Högfors bruk grundades i staden år 1823. Nu för tiden ägs bruket av Compomenta.